# Вершина (Московская область)
Верши́на — деревня в Орехово-Зуевском муниципальном районе Московской области. Входит в состав сельского поселения Дороховское. Население — 11 чел. (2010).

## Название
Название связано с расположением деревни на относительно высоком месте — в вершине канализованной речки.

## Расположение
Деревня Вершина расположена в юго-восточной части Орехово-Зуевского района, примерно в 31 км к юго-востоку от города Орехово-Зуево. Высота над уровнем моря 137 м.

## История
На момент отмены крепостного права деревня принадлежала помещику Кознову. После 1861 года деревня вошла в состав Старовской волости Егорьевского уезда. Приход находился в селе Красное.
В 1926 году деревня входила в Старовский сельсовет Красновской волости Егорьевского уезда.
До 2006 года Вершина входила в состав Дороховского сельского округа Орехово-Зуевского района.

## Население
В 1885 году в деревне проживало 109 человек, в 1905 году — 174 человека (81 мужчина, 93 женщины), в 1926 году — 157 человек (59 мужчин, 98 женщин). По переписи 2002 года — 6 человек (1 мужчина, 5 женщин).
| 1859 | 1868 | 1885 | 1905 | 1926 | 2002 | 2006 |
| ---- | ---- | ---- | ---- | ---- | ---- | ---- |
| 93   | ↘67  | ↗109 | ↗174 | ↘157 | ↘6   | ↘5   |
| 2010 |      |      |      |      |      |      |
| ↗11  |      |      |      |      |      |      |